# Sister Mary Jane's Top Note
Sister Mary Jane's Top Note è un cortometraggio muto del 1907 diretto da Lewin Fitzhamon.

## Trama
La voce di un'allieva di canto, con le sue note troppo alte, distrugge la stanza.

## Produzione
Il film fu prodotto dalla Hepworth.

## Distribuzione
Distribuito dalla Hepworth, il film - un cortometraggio di 30 metri - uscì nelle sale cinematografiche britanniche nel giugno 1907.
Si conoscono pochi dati del film che, prodotto dalla Hepworth, fu distrutto nel 1924 dallo stesso produttore, Cecil M. Hepworth. Fallito, in gravissime difficoltà finanziarie, il produttore pensò in questo modo di poter almeno recuperare il nitrato d'argento della pellicola.